# Улица Карла Юхана
Улица Карла Юхана (норв. Karl Johans gate) — главная улица города Осло, соединяющая Центральный вокзал Осло на востоке с Королевским дворцом на западе.
Улица пересекает весь центр Осло; территория города западнее дворца считается Западным Осло, восточнее центрального вокзала — Восточным. Длина превышает 1 км. Вдоль Карла-Йохана расположены основные городские достопримечательности, включая кафедральный собор Осло, здание Норвежского парламента, Норвежский национальный театр, Базар в Осло и дворцовый парк.
За пределами Норвегии улицу прославил Эдвард Мунк, неоднократно изображавший уличные сценки в течение своей жизни (наиболее известен тревожный пейзаж 1892 года).
Своё нынешнее имя она приобрела в 1852 году, после смерти короля Карла XIV Юхана (последовавшей в 1844 году); его конная статуя красуется перед королевским дворцом.